# Estación de Pontevedra
Estación de Pontevedra vasútállomás Spanyolországban, Pontevedra településen.

## Vasútvonalak
Az állomást az alábbi vasútvonalak érintik:
- Redondela-Santiago de Compostela-vasútvonal

## Kapcsolódó állomások
A vasútállomáshoz az alábbi állomások vannak a legközelebb: